# 中野鍼灸院
中野鍼灸院（なかのしんきゅういん）は、大阪府大阪市東住吉区針中野にある鍼灸院。建物が国の登録有形文化財に登録されている。

## 歴史
延暦年間 (782年から805年) に設立したとされる。屋号は「中野降天鍼療院（ナカノアマクダルハリヤ）」。平安時代から一子相伝を守り、男児に恵まれなかった場合は女子を当主として現在に至る。口伝によると弘法大師が布教の途上に当家に宿を借り、その礼として当時最も進歩した鍼術・つぼを示す「遂穴偶像」の木像2体と金針を授与された。3代目が旧暦の満月にあたる8月15日に開業したため「月見の鍼」と呼ばれる。南北朝時代、足利軍の戦火により焼失したものの、像2体と漢方薬書は残った。1763年 (宝暦13年) 発行の摂津平野大絵図でも「中野村小児鍼師」の記載が見られる。明治時代、41代目が医師の資格を取得し、西洋医術を取り入れたことから近畿一円から一日500人以上もの人々が殺到し、屋敷内に宿舎が設けられる程だった。1914年 (大正3年) 、南海平野線の開通時には駅から当院まで7か所の辻に道標が設置された。同じく大正時代、41代目が近鉄南大阪線の開業に尽力したため、最寄駅が「針中野駅」となった。現在も駅名は継続され、後に針中野という地名ともなっている。当時では珍しく遠方からも確認できた塔付3階建の屋敷は1975年 (昭和50年) に取り壊された。

## 文化財
2019年 (令和元年) 7月19日、7件が国の登録有形文化財となった。
- 鍼の処 - 江戸時代末期建築、明治、2003年 (平成15年) 改修。敷地北西に北面して建ち、大和棟風で正面と背面に下屋を付属
- 旧応接処 - 1902年 (明治35年) 建築。鍼の処に南西に接続し、敷地南西端に建つ元賓客用施設。木造2階建、本瓦葺き、入母屋造の玄関付
- 主屋 –  1910年建築、1938年 (昭和13年) 増築。敷地北辺中央に建つ入母屋造、桟瓦葺き。外壁は漆喰塗で虫籠窓を付す。病院用の新館は屋敷構えの中核
- 文書蔵　 - 1902年建築、1996年改修。土蔵造2階建、桟瓦葺き、表門に西面
- 物置蔵 – 1910年建築、1996年改修。土蔵造2階建、金属瓦葺き
- 表門 - 1902年建築。高塀に切妻屋根を有する特異構造、脇戸付。南側道路に面し、旧応接処と文書蔵に挟まれる
- 裏門 – 1938年頃建築。敷地北東隅に建ち、庭園に続く

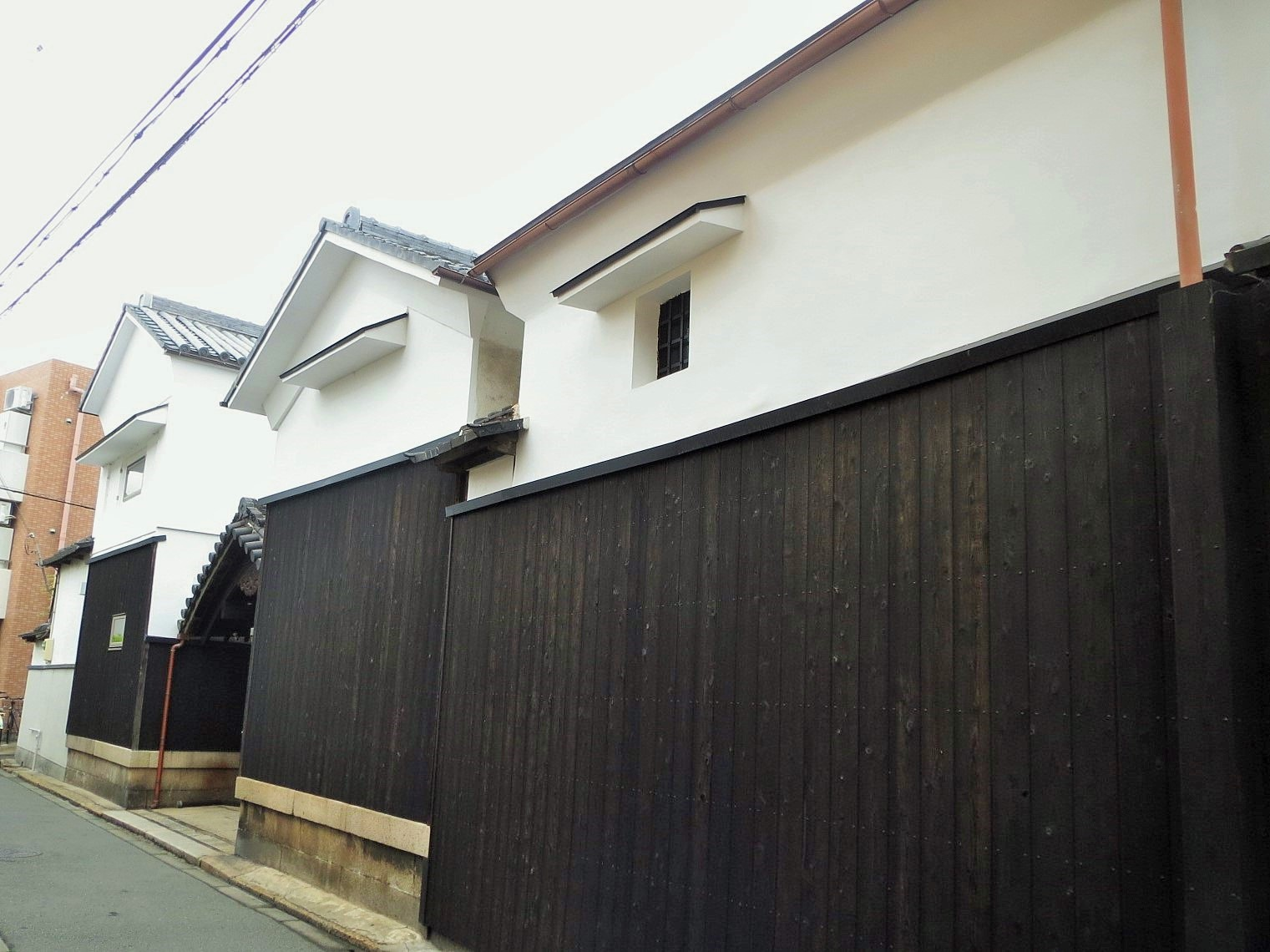
旧応接処 (手前)
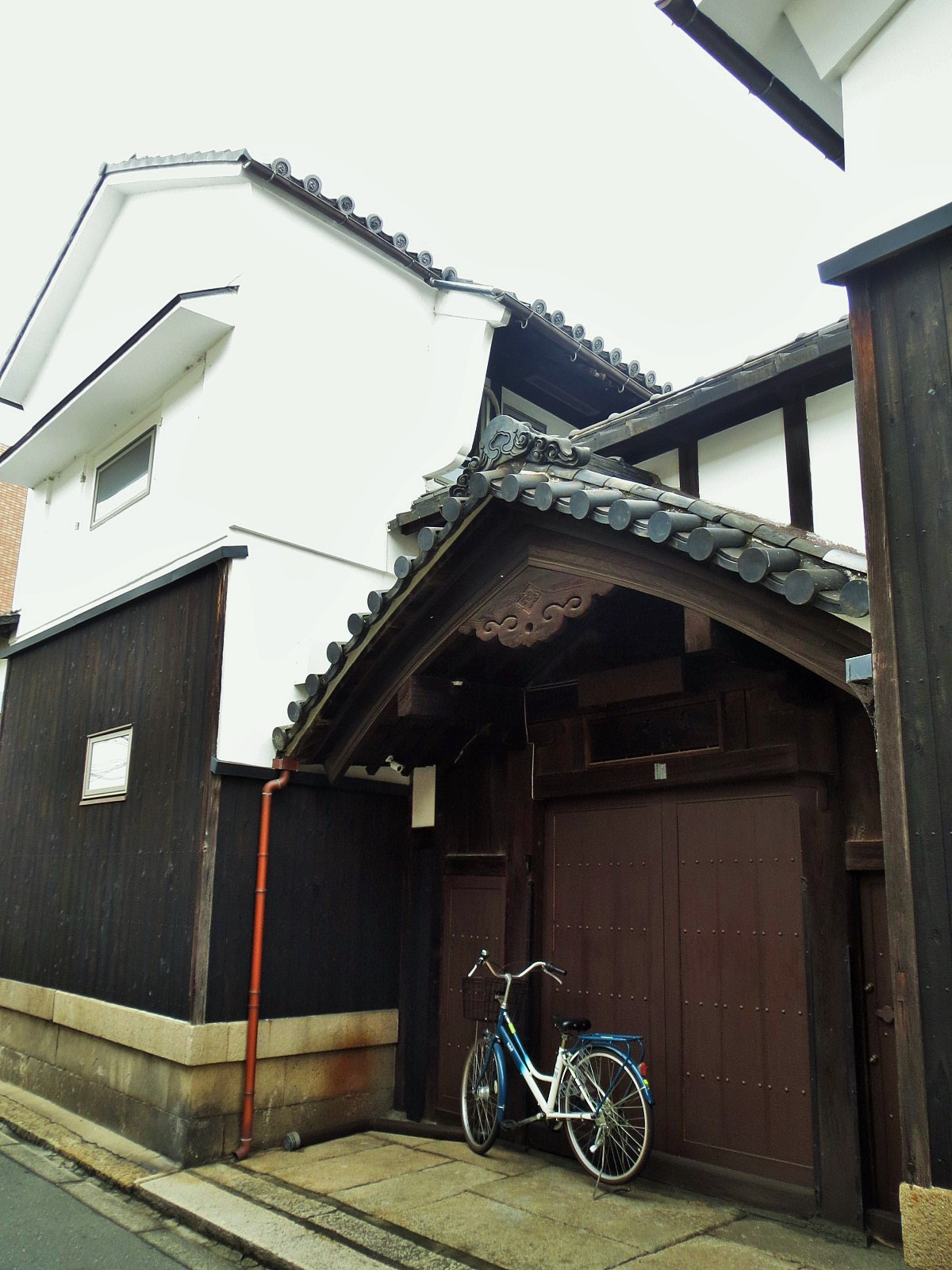
表門
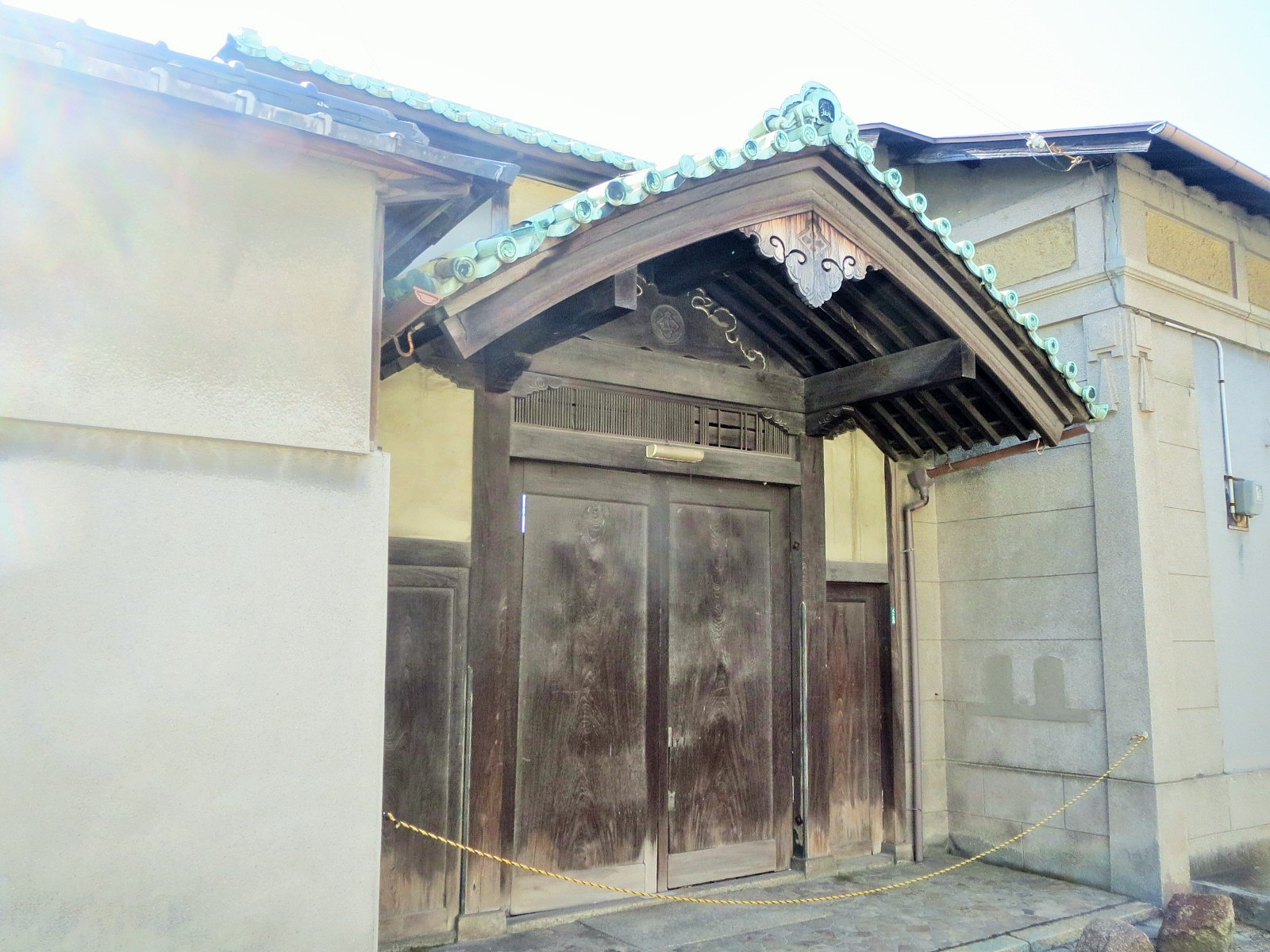
裏門

## 現地情報
- 所在地 : 大阪府大阪市東住吉区針中野3丁目2-17
- 交通アクセス
  - 近鉄南大阪線針中野駅より徒歩3分
  - 大阪メトロ谷町線駒川中野駅より徒歩8分

### 営業情報
- 定休日 - 日曜、祝日
- 営業時間 – 9時から13時、15時半から19時